# Armand de Bricqueville
Armand François Bon Claude, comte de Bricqueville (ancienne graphie : Briqueville), né au château familial de Bretteville le 23 janvier 1785 et mort le 19 mars 1844 à Paris, est un colonel de cavalerie de l'armée napoléonienne et député de la Manche.

## Biographie
La famille de Bricqueville de la noblesse normande est l'une des plus anciennes de la monarchie, se divisant en plusieurs branches, dont :
- les Bricqueville de La Luzerne,
- les Bricqueville de Colombières,
- les Bricqueville de Bretteville, nés de l'union de Jean de Bricqueville avec Cécile, dame de Bretteville, de Gréville, de Nacqueville et du Vicel.

On compte parmi les Bricqueville de Bretteville deux mousquetaires du roi, dont l'un mort à la bataille de Malplaquet (François de Bricqueville). Le père d'Armand, le vicomte François Marie de Bricqueville, était un chef de la chouannerie normande, fusillé à Coutances en 1796, en criant « vive le roi » mais en conseillant à son fils : « Je donne ma vie aux Bourbons, mais ne les servez jamais, ce sont des ingrats. »
Sa mère se remarie à Adrien de Lezay-Marnésia. 
Élevé en Suisse dans la haine des Bourbon par sa mère après l'exécution de son père, Armand entre à 17 ans à l'école militaire de Fontainebleau et en sort avec le grade de sous-lieutenant de cavalerie, et participe à la bataille d'Iéna. Sa vigueur au combat lui permet d'évoluer rapidement, en devenant lieutenant de dragons et aide de camp du général Lebrun en 1807, capitaine l'année suivante, chef d'escadron et officier d'ordonnance de Napoléon Ier en 1812, lieutenant-colonel des lanciers de la garde impériale en 1813. Il participe valeureusement avec la Grande Armée aux campagnes de Prusse, de Pologne, d'Espagne, de Russie et de France. Promu colonel en 1814, il s'illustre la même année lors du siège d'Anvers.
À la chute de l'Empire, Bricqueville, toujours fidèle à Napoléon, quitte le service. Rencontrant Louis XVIII escorté par des cavaliers prussiens, le jeune colonel s'élance à la tête de ses lanciers vers l'officier prussien, lui intime l'ordre de lui céder la place, et s'adressant au roi : « Sire, lui dit-il, c'est sous la protection des Français que votre Majesté doit rentrer en France. » II conduit alors la famille royale à la tête des lanciers impériaux, jusqu'au château de Saint-Ouen ; mais il déclare respectueusement que ses affections et sa conscience lui font un devoir de se retirer, donnant sa démission malgré les bienveillantes instances du monarque.
Après le retour de Napoléon de l'île d'Elbe, reprenant sa place durant les Cent-Jours, il est l'un des artisans de la victoire de Ligny, où il est mis à l'ordre du jour de l'armée. Les 17 et 18 juin, faisant partie du corps de Grouchy comme aide de camp, il est l'un des officiers qui insistent le plus énergiquement pour marcher sur le canon à la bataille de Waterloo. « Marchez au canon, c'est le salut de la France » aurait-il alors déclaré. Il commande lors de la Campagne de Belgique le 20e régiment de dragons.
Après ce désastre, il est grièvement blessé lors du dernier sursaut d'orgueil de la Grande Armée, le 1er juillet 1815 à Rocquencourt, près de Versailles, contre une colonne de la cavalerie prussienne dont il fait un horrible carnage, et du milieu de laquelle il sort la tête entrouverte par un coup de sabre et le poignet droit à demi abattu. Il prend alors sa retraite.
Criblé de blessures et d'infirmités, il fait partie de plusieurs conspirations bonapartistes contre les Bourbons, puis se retire dans ses terres. Le 25 octobre 1823, il revend le château familial de Bretteville, qu'il avait racheté le 20 juillet 1804, lors de l'adjudication au tribunal de Valognes. Il sort de sa retraite en 1827 quand il est élu député de la Manche (circonscription de Valognes), réélu en 1830 contre le général Bonnemains, et en 1831 (circonscription de Cherbourg). Opposant au régime, il combat ardemment les Bourbons et la monarchie, et fréquente le député de la circonscription voisine, Alexis de Tocqueville, parent par alliance. Après la révolution de 1830, il fait partie de l'opposition constitutionnelle, réclamant lors de l'arrestation de la Duchesse du Berry, en 1832, son jugement et la peine capitale ou l'emprisonnement à vie. Il a également une rencontre en décembre 1833, avec le fils du maréchal Soult, à propos d'une attaque injurieuse contre le maréchal, en sa qualité de major général de l'armée à Waterloo. Il perd son siège en 1837 et le regagne en 1841.
Déjà mourant, il demande lors de sa dernière prise de parole à la Chambre des députés, le transfert du général Bertrand aux Invalides. Il meurt le 19 mars 1844 à Paris, d'où il est transporté à Cherbourg. Ses obsèques ont lieu dans cette ville le 2 avril, il a le droit à un enterrement populaire, et aussitôt, des listes de souscriptions circulent pour faire ériger un monument à sa mémoire. Constitué à Cherbourg indépendamment des pouvoirs politiques locaux, le comité accepte l'année même le projet de buste par David d'Angers, qui le remet en octobre 1845. Mais, on doit attendre cinq ans pour obtenir l'ensemble des sommes et des autorisations nécessaires à l'inauguration qui se déroule le 12 mai 1850, sur le quai de Caligny. Sur le piédestal en granit de 4 mètres de haut et de 1,6 mètre de côté, réalisé par l'architecte cherbourgeois Lemelle, on peut lire le nom de quatre batailles où Bricqueville s'est illustré : Wagram, Krasnoï où, blessé, il a été secouru par le maréchal Ney, Anvers et Versailles, ainsi que, jusqu'en 1944, voir deux reliefs de bronze rappelaient sa carrière militaire, à travers un sabre, et parlementaire, par la tribune de l'Assemblée, qui sont fondus par l'armée allemande sous l'Occupation. Le buste en bronze mesure quant à lui 1,45 mètre de haut sur 90 centimètres en largeur et profondeur.
Il est inhumé au cimetière des Aiguillons à Cherbourg.

## Sources
1. ↑  « Les Uniformes pendant la campagne des Cent Jours - Belgique 1815 », sur centjours.mont-saint-jean.com (consulté le 6 février 2024)

- « Armand de Bricqueville », dans Charles Mullié, Biographie des célébrités militaires des armées de terre et de mer de 1789 à 1850, 1852 [détail de l’édition]
- « Armand de Bricqueville », dans Adolphe Robert et Gaston Cougny, Dictionnaire des parlementaires français, Edgar Bourloton, 1889-1891 [détail de l’édition]
- Louis Le Blond, « François Claude Marie, vicomte de Briqueville, chevalier de Bretteville (1761-1796) », Mémoires de la Société nationale académique de Cherbourg, 1956
- « Buste d'Armand de Briqueville », La statuaire monumentale, brochure touristique de la Ville de Cherbourg-Octeville, direction des Affaires culturelles, 2008.